# Funky Feet
Funky feet är en sång som först spelades in av Abba i juli 1976, och därefter Svenne och Lotta i augusti 1976, vilket resulterade i en singel. Låten är skriven av Benny Andersson och Björn Ulvaeus.
Alcazars nyinspelning 2003 på albumet Alcazarized är den första sedan utgåvan 1976.